# Älgarydssjön
Älgarydssjön är en sjö i Värnamo kommun i Småland och ingår i Lagans huvudavrinningsområde. Sjön är 6,6 meter djup, har en yta på 0,319 kvadratkilometer och befinner sig 200 meter över havet. Sjön avvattnas av vattendraget Fläskabäcken. Vid provfiske har abborre, gädda och sutare fångats i sjön.

## Delavrinningsområde
Älgarydssjön ingår i det delavrinningsområde (633483-140817) som SMHI kallar för Mynnar i Lången. Medelhöjden är 199 meter över havet och ytan är 17,14 kvadratkilometer. Det finns inga delavrinningsområden uppströms utan avrinningsområdet är högsta punkten. Fläskabäcken som avvattnar avrinningsområdet har biflödesordning 3, vilket innebär att vattnet flödar genom totalt 3 vattendrag innan det når havet efter 167 kilometer. Delavrinningsområdet består mestadels av skog (76 %). Avrinningsområdet har 0,36 kvadratkilometer vattenytor vilket ger det en sjöprocent på 2,1 %.